# Льюис, Зико
Зико Трой Джамико Льюис (англ. Zeiko Troy Jahmiko Lewis; 4 июня 1994, Спаниш-Пойнт, Бермудские Острова) — бермудский футболист, атакующий полузащитник клуба «Юнион Омаха» и сборной Бермудских Островов.

## Карьера

### Молодёжная карьера
Заниматься футболом Зико начал в команде «Данди Таун Хорнетс».
Учился в Беркширской школе в городе Шеффилд штата Массачусетс, где был капитаном школьной футбольной команды. В 2012 году Национальная ассоциация футбольных тренеров включила Льюиса во всеамериканскую символическую сборную, также он был приглашён на всеамериканский футбольный матч старших школ, в котором забил гол.
В 2011 и 2012 годах также выступал за команду «Бермуда Ходжес» в Премьер-лиге развития ЮСЛ.
Во время обучения в Бостонском колледже в 2013—2016 годах Льюис играл за футбольную команду вуза в Национальной ассоциации студенческого спорта.
В период летнего межсезонья в колледжах 2014 года выступал за команду «Реал Бостон Рамс» в Премьер-лиге развития ЮСЛ.

### Клубная карьера
4 января 2017 года MLS объявила о подписании с Льюисом контракта по программе Generation Adidas, и 13 января на Супердрафте он был выбран клубом «Нью-Йорк Ред Буллз» в первом раунде под 17-м номером. 23 марта Льюис был отправлен на сезон в фарм-клуб «Нью-Йорк Ред Буллз II», выступающий в USL. Отметил профессиональный дебют голом, забив единственный мяч в победном для «Нью-Йорк Ред Буллз II» матче против «Ричмонд Кикерс» 1 апреля. По окончании сезона 2017 «Нью-Йорк Ред Буллз» не продлил контракт с Льюисом.
21 марта 2018 года Льюис подписал контракт с клубом чемпионата Исландии «Хабнарфьордюр» после прохождения просмотра на предсезонном сборе. Дебютировал в Урвальсдейльд карла 28 апреля в матче против «Гриндавика». 31 июля Льюис был отдан в аренду клубу исландской Первой лиги «Коупавогюр». В подэлитном дивизионе Исландии дебютировал 9 августа в матче против «Троуттюра». 14 августа в матче против «Лейкнира» забил свой первый гол в исландских лигах.
После сезона в Исландии вернувшись в США, 7 февраля 2019 года Льюис присоединился к клубу Чемпионшипа ЮСЛ «Чарлстон Бэттери». Дебютировал за «Чарлстон Бэттери» 16 марта, забив один из голов, в матче против «Хартфорд Атлетик», закончившемся выигрышем со счётом 2:1. В двух матчах последней недели регулярного чемпионата сезона 2019 Льюис забил один гол и отдал две голевые передачи, за что был назван игроком недели в Чемпионшипе ЮСЛ. 6 января 2020 года Льюис перезаключил контракт с «Чарлстон Бэттери» на сезон 2020. По итогам сезона 2020 он был признан в клубе лучшим игроком атакующего плана. 2 декабря 2020 года «Чарлстон Бэттери» продлил контракт с Льюисом на один год согласно опции. По итогам сезона 2021 он был признан самым ценным игроком клуба.
22 декабря 2021 года Льюис перешёл в «Сакраменто Рипаблик». За «Рипаблик» дебютировал 12 марта 2022 года в матче стартового тура сезона против «Эль-Пасо Локомотив», выйдя на замену во втором тайме вместо Ника Росса. 30 июля в матче против своего бывшего клуба «Чарлстон Бэттери» забил свой первый гол за «Рипаблик». По окончании сезона 2023 «Сакраменто Рипаблик» отклонил опцию продления контракта с Льюисом.
28 марта 2024 года Льюис подписал контракт с клубом Лиги один ЮСЛ «Юнион Омаха». Дебютировал за «сов» 1 мая в матче Кубка ЮСЛ против «Нортерн Колорадо Хейлсторм», заменив в перерыве между таймами Хосуэ Гомеса.

### Международная карьера
Представлял Бермудские Острова на уровне сборных до 17 лет и до 20 лет.
За взрослую сборную Бермудских Островов Льюис дебютировал 2 сентября 2011 года в матче второго раунда квалификации чемпионата мира 2014 против сборной Тринидада и Тобаго. Первый официальный гол за сборную Бермуд забил 25 марта 2015 года в ворота сборной Багамских Островов в матче первого раунда квалификации чемпионата мира 2018.
Льюис был включён в состав сборной Бермудских Островов на Золотой кубок КОНКАКАФ 2019.

#### Голы за сборную
| № | Дата            | Место                                                     | Соперник                 | Голы | Счёт | Турнир                                         |
| - | --------------- | --------------------------------------------------------- | ------------------------ | ---- | ---- | ---------------------------------------------- |
| − | 14 июля 2013    | Национальный стадион, Гамильтон, Бермудские Острова       | Гренландия               | 3:0  | 3:0  | Островные игры 2013                            |
| − | 15 июля 2013    | Национальный стадион, Гамильтон, Бермудские Острова       | Фолклендские Острова     | 4:0  | 8:0  | Островные игры 2013                            |
| − | 15 июля 2013    | Национальный стадион, Гамильтон, Бермудские Острова       | Фолклендские Острова     | 6:0  | 8:0  | Островные игры 2013                            |
| 1 | 25 марта 2015   | Томас Робинсон Стэдиум, Нассау, Багамские Острова         | Багамские Острова        | 3:0  | 5:0  | Отборочный турнир чемпионата мира 2018         |
| 2 | 21 марта 2018   | Сэр Вивиан Ричардс Стэдиум, Норт-Саунд, Антигуа и Барбуда | Антигуа и Барбуда        | 1:1  | 3:2  | Товарищеский матч                              |
| − | 12 октября 2018 | Национальный стадион, Гамильтон, Бермудские Острова       | Синт-Мартен              | 4:0  | 12:0 | Отборочный турнир Лиги наций КОНКАКАФ 2019/20  |
| − | 12 октября 2018 | Национальный стадион, Гамильтон, Бермудские Острова       | Синт-Мартен              | 6:0  | 12:0 | Отборочный турнир Лиги наций КОНКАКАФ 2019/20  |
| − | 12 октября 2018 | Национальный стадион, Гамильтон, Бермудские Острова       | Синт-Мартен              | 12:0 | 12:0 | Отборочный турнир Лиги наций КОНКАКАФ 2019/20  |
| 3 | 24 марта 2019   | Эстадио Сибао, Сантьяго, Доминиканская Республика         | Доминиканская Республика | 1:1  | 3:1  | Отборочный турнир Лиги наций КОНКАКАФ 2019/20  |
| − | 5 марта 2021    | Ай-эм-джи Академи, Брейдентон, США                        | Багамские Острова        | 1:0  | 3:0  | Товарищеский матч                              |
| 4 | 2 июля 2021     | Драйв Пинк Стэдиум, Форт-Лодердейл, США                   | Барбадос                 | 7:1  | 8:1  | Отборочный турнир Золотого кубка КОНКАКАФ 2021 |

1. 1 2 3  Неофициальный матч
2. ↑  Синт-Мартен не входит в ФИФА, но его матчи в рамках КОНКАКАФ считаются официальными